# Сухомлин, Александр Васильевич
Александр Васильевич Сухомлин (23 октября [5 ноября] 1900, с. Краснополье, Черниговская губерния — 7 октября 1970, Москва) — советский военачальник, Гвардии генерал-лейтенант (1942).

## Биография
Родился в крестьянской семье, в которой было пятеро детей: два сына и три дочери. В 1909 году семья переехала в Забайкалье, где отец находился на заработках.
Учился в железнодорожном училище. В 1915 году поступил в подготовительный класс Иркутского промышленного училища, где продолжил учиться вплоть до 1917 года, при этом помогая старшему брату Кириллу, ставшему к тому времени профессиональным революционером. С 1917 года работал в революционных кружках молодёжи Иркутска, вступил в красногвардейский отряд железнодорожников. В январе 1918 года вступил в РКП(б).

### На военной службе
В мае 1918 года вступил в Красную Армию. Участник Гражданской войны, воевал на Забайкальском и Амурском фронтах — участвовал в боях с белочехами на Култукских позициях, был помощником командира парохода «Кругобайкалец» (Байкальская флотилия). Находился на нелегальном положении на станциях Суражевка, Шимановская, воевал в партизанском отряде Антона Никифоровича  Бутрина.
С января по март 1921 года А.В. Сухомлин — инструктор военно-трудового отдела Амурского областного комитета РКП(б), затем его перевели в распоряжение Дальбюро ЦК ВКП(б). С мая по октябрь 1921 года был командиром и военкомом роты связи Главштаба ДВР. 
В октябре 1921 года его направляют на учебу в Москву. В 1922 году окончил курсы «Выстрел» с оценкой «очень хорошо». В 1921—1931 гг. — командир роты, батальона, начальник штаба стрелкового полка, начальник 1-й части штаба дивизии, помощник начальника отдела 1-го управления Штаба РККА. В 1927 г. окончил Военную академию им. М. В. Фрунзе.
В ноябре 1931—1933 гг. — в Военной академии им. М. В. Фрунзе (начальник учебной части факультета, затем начальник и комиссар подготовительного курса). С 1933 г. — заместитель начальника, начальник отдела, с 1936 г. — помощник армейского инспектора Особой Краснознамённой Дальневосточной армии, которой командовал В.К.Блюхер.
С 1937 года — начальник курса в Академии Генерального штаба РККА. В 1938 году окончил эту академию, при этом учился на ставшем позднее знаменитым «маршальском курсе» (на нём учились 4 будущих Маршала Советского Союза, 6 генералов армии, 8 генерал-полковников и 1 адмирал). С августа 1940 года — начальник кафедры Академии Генерального штаба РККА.

### На фронтах Великой Отечественной войны
На фронтах Великой Отечественной войны — в 1941—1944 гг.: заместитель начальника штаба Северо-Западного фронта, начальник штаба 54-й армии (16 сентября 1941 — 28 января 1942), командующий 8-й (28 января — 22 апреля 1942) и 54-й (22 апреля 1942 — 11 марта 1943) армиями, помощник командующего Волховским фронтом, начальник штаба 5-й армии (1 июля — 21 августа 1943), командующий 10-й гвардейской армией (11 сентября 1943 — 20 января 1944) Западного фронта. Войска под его командованием отличились в боях за освобождение Смоленска.
С февраля 1944 года — первый заместитель начальника Военной академии им. М. В. Фрунзе. В 1944 году защищает кандидатскую диссертацию на тему «Прорыв 10-й гвардейской армией позиций противника».

### Послевоенная служба
После Победы продолжал службу в этой академии. С 1949 года — начальник факультета, затем старший преподаватель Высшей военной академии имени К. Е. Ворошилова.
С конца 1955 года по май 1959 года командируется в качестве старшего военного советника в КНР для оказания помощи Китаю в организации собственной Военной академии КНР для подготовки военных кадров с высшим образованием.

### Военно-историческая работа
В 1959—1963 году занимался научно-исследовательской работой в Генштабе и продолжал преподавать в Военной академии Генштаба.
С 1946 года до 1950 года по указанию Министерства Вооруженных Сил СССР А. В. Сухомлин руководит по совместительству Военно-историческим сектором Института истории АН СССР, а с 1949 по 1954 годы являлся также председателем секции военных наук Всесоюзного общества «Знание». Он ведет большую исследовательскую и редакционно-издательскую работу по военно-историческим вопросам, являясь членом редакционных советов и ответственным редактором ряда фундаментальных изданий:
- «Атласа офицера»;
- 25-томного «Военно-энциклопедического словаря военной медицины»;
- многотомного издания АН СССР «Русские полководцы», посвященного жизни и деятельности А. В. Суворова, М. И. Кутузова, П. А. Румянцева;
- изданий АН СССР «Суворовский сборник. Статьи и исследования»;
- «Отечественная война 1812 г. и контрнаступление М. И. Кутузова» и др.

Работая начальником военно-исторического факультета АГШ с 1949 по 1953 гг., он являлся руководителем авторского коллектива по разработке труда «Разгром немецко-фашистских войск в Белоруссии в 1944 году».
С мая 1959 года А. В. Сухомлин работал в Военно-историческом управлении Генерального штаба заместителем руководителя группы (руководитель — маршал СССР П. А. Ротмистров), готовившей к изданию фундаментальный военно-исторический труд «Московская битва».
А. В. Сухомлин вел большую публицистическую и редакторскую работу. Публиковал и редактировал статьи по военно-политическим и военно-историческим темам во многих газетах журналах. Он сотрудничал с редакциями газет «Красная звезда», «Комсомольская правда», «Московская правда», «Пионерская правда», «Социалистическое земледелие», «Учительская газета», «Вечерняя Москва», а также многих периферийных газет. Редактировал ряд книг по военной тематике. Рецензировал статьи в «Большой советской энциклопедии». Много выступал с докладами на военно-политические и военно-исторические темы по поручению Московского горкома КПСС и ЦК КПСС.

### В отставке
С 1963 года в отставке. Плодотворно участвует в общественной и военно-патриотической работе.
Активно работает в ряде общественных организациях, но особенно много сил он отдавал работе Всесоюзного общества «Знание», на пяти первых съездах которого избирался членом его правления.
Умер от фронтовых ран 7-го октября 1970 года в Москве.  Урна с прахом  захоронена в колумбарии на Новодевичьем кладбище , секция 129
В некрологе, опубликованном в газете «Красная звезда» и подписанном прославленными полководцами М. В. Захаровым, И. С. Коневым, И. Х. Баграмяном, С. П. Ивановым, В. В. Курасовым, К. С. Грушевым, А. И. Радзиевским, Н. М. Хлебниковым, Ф. П. Озеровым и др. говорилось:

«…Всю свою сознательную жизнь он посвятил беззаветному служению социалистической Родине в рядах Вооруженных Сил, в которые вступил добровольно в 1918 году.
В годы Великой Отечественной войны генерал-лейтенант Сухомлин внес большой вклад в дело разгрома немецко-фашистской Германии, умело руководя войсками и проявляя при этом твердость воли и личную храбрость, он занимал последовательно высокие посты заместителя начальника штаба фронта, начальника штаба армии, командующего армией и помощником командующего войсками фронта.
В послевоенный период Александр Васильевич Сухомлин много сил и энергии отдал воспитанию и подготовке высококвалифицированных кадров в Военной академии имени М. В. Фрунзе и Академии Генерального штаба имени К. Е. Ворошилова …
Заслуги Александра Васильевича Сухомлина перед Родиной высоко оценены Советским правительством. Он был награждён орденом Ленина, пятью орденами Красного Знамени, орденом Суворова 2 степени и многими медалями.
Светлая память об Александре Васильевиче Сухомлине, верном сыне коммунистической партии и советского народа, боевом друге и товарище, навсегда сохраниться в наших сердцах».— В последний путь

### Семья
- Жена — Сухомлина Софья Алексеевна (урожд. Блохина; 1902–1978). Ее сестра Ольга была замужем за генерал-лейтенантом Ф.П.Озеровым.  Семьи Сухомлиных и Озеровых были дружны.
- Дочь — Раиса Александровна Сухомлина (1921–2005). Участница Великой Отечественной войны[4]. Врач-рентгенолог, работала в РНЦХ. Была замужем за Ю.Н.Озеровым.
  - Внук — Владимир (род. 1945) — доктор технических наук, заслуженный профессор МГУ им. Ломоносова[5].  После развода родителей Владимир рос в семье деда и бабушки.
- Сын — Александр Александрович Сухомлин (род. 1939)
- Брат — Сухомлин, Кирилл Васильевич.

## Награды
- орден Ленина (21.02.1945)[6]
- пять орденов Красного Знамени (22.02.1938, 6.02.1942, 3.11.1944, 15.11.1950, …)
- орден Суворова 2-й степени (28.09.1943)
- Медаль «За оборону Ленинграда»
- другие медали
- награды Польши и Китая